# Guillaume III de Dampierre
Pour les articles homonymes, voir Guillaume III et Guillaume de Dampierre.
Guillaume III, né en 1224, mort le 6 juin 1251, est seigneur de Dampierre de 1231 à 1251. Sous le nom de Willem II ou Guillaume II de Flandre, il est comte de Flandre, associé à sa mère de 1247 à 1251. Il est le fils de Marguerite II (1202 † 1280), comtesse de Flandre et de Hainaut, et de Guillaume II de Dampierre.
Sa mère, Marguerite II, avant d'épouser son père, a été mariée à Bouchard d'Avesnes, mais le mariage avait été reconnu nul par l'église. Au cours des années, il apparait de plus en plus probable que la comtesse Jeanne de Flandre et de Hainaut n'aurait pas d'enfant et que Marguerite II lui succéderait, aussi la rivalité entre les frères d'Avesnes et leur demi-frères de Dampierre est rude. Jeanne de Flandre et de Hainaut meurt le 5 décembre 1244, Marguerite lui succède et désigne son fils Guillaume de Dampierre comme son héritier. Les années qui suivent sont ensanglantées par plusieurs conflits. Finalement, l'arbitrage de Saint-Louis accorde en 1246 le comté de Hainaut aux Avesnes, et le comté de Flandre aux Dampierre. Peu après Marguerite associe Guillaume comme comte de Flandre.
Il épouse en novembre 1247 Béatrice de Brabant (1225 - 1288), fille d'Henri II, duc de Brabant et de Marie de Souabe. Ils n'ont pas d'enfants.
Il y eut encore une lutte contre les Avesnes à propos du comté de Namur, mais la paix est signé le 19 mai 1250. Le 6 juin 1251, à l'occasion d'un tournoi organisé à Trazegnies, Guillaume de Dampierre est assassiné par un groupe de chevaliers et la guerre entre les Dampierre et les Avesnes, accusés d'avoir commandité le crime, reprend.